# Rocio (genre)
Genre
Rocio est un genre de poissons d'eau douce de la famille des Cichlidae (ordre des Cichliformes).

## Répartition
Les espèces du genre Rocio se rencontrent en Amérique du Nord (Mexique, États-Unis) et en Amérique centrale (Guatemala, Honduras, Belize),. L'espèce Rocio octofasciata a été introduite en Australie et pourrait se rencontrer au Costa Rica.

## Liste des espèces
Selon World Register of Marine Species (27 novembre 2023) :
- Rocio gemmata Contreras-Balderas & Schmitter-Soto, 2007
- Rocio ocotal Schmitter-Soto, 2007
- Rocio octofasciata (Regan, 1903) - espèce type
- Rocio spinosissima (Vaillant & Pellegrin, 1902)

## Aquariophilie
Toutes ces espèces sont territoriales en période de reproduction, particulièrement en espace clos tel que les aquariums. Des variantes géographiques influent sur les caractéristiques méristiques et sur la coloration.

## Classification
Le nom valide complet (avec auteur) de ce taxon est Rocio Schmitter-Soto (d), 2007,.

## Étymologie
Le nom générique, Rocio, de l'espagnol rocío, la « rosée », en référence à l'« image évoquée par les taches resplendissantes sur les joues et les flancs de certaines espèces ». Il se trouve également que Rocío est le prénom de l'épouse de l'auteur. 

## Publication originale
- (en) Juan J. Schmitter-Soto, « A systematic revision of the genus Archocentrus (Perciformes: Cichlidae), with the description of two new genera and six new species », Zootaxa, Magnolia Press (d), vol. 1603, no 1,‎ 28 septembre 2007, p. 1-78 (ISSN 1175-5334 et 1175-5326, OCLC 49030618, DOI 10.11646/ZOOTAXA.1603.1.1, lire en ligne).